# Исторические районы Подгорицы
Ниже приведен список районов столицы Черногории Подгорицы. Районы Подгорицы — это не административная категория, а неофициальное географическое понятие.

## Миркова (Нова Варош)

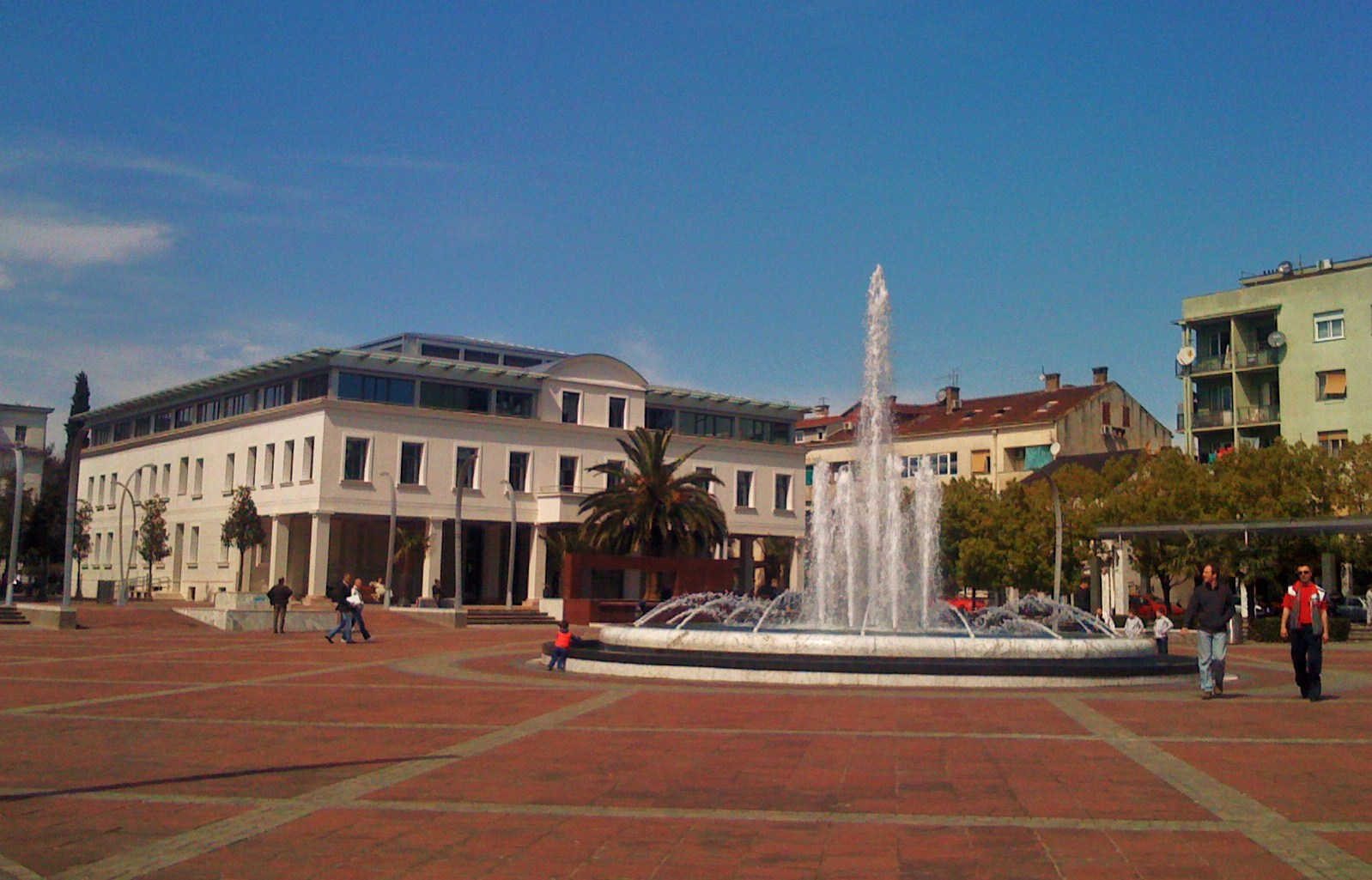
Площадь Независимости

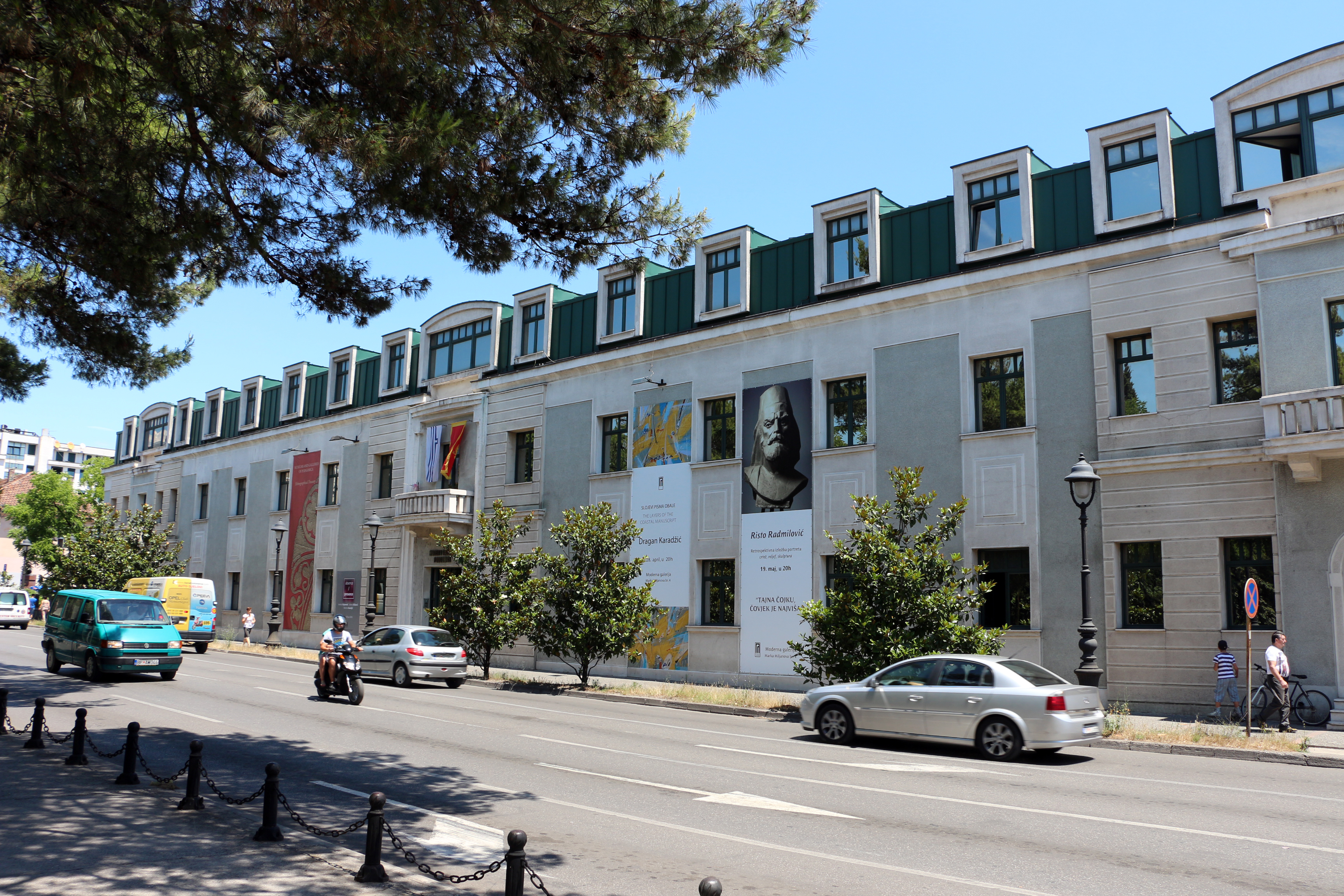
Городской музей

Подгорица была присоединена к Черногории в 1878 году после решения Берлинского конгресса. Понимая выгодное географическое положение города и необходимость его расширения, король Никола I выдвинул идею снести старый турецкий город и воздвигнуть новый торговый и политический центр под христианской властью. Однако мусульмане из района Стара Варош наотрез отказались переезжать в другую часть города. Столкнувшись с таким упрямством, король Никола I не отказался от своего желания построить новый город возле старой Подгорицы на правом берегу Рибницы. Новый район города получил название в честь отца Николы I Мирко - великого военного деятеля и спасителя мощей Святого Василия Острожского. 
Начало строительства Мирковой Вароши столкнулось с большими проблемами, так как для основания места требовался огромный финансовый капитал, который в то время было нелегко обеспечить. Первыми, кто принял проект короля, стали братья Златичанин - Маркиша и Томо. Они продали свои владения в старой Подгорице, сегодняшней Старой Вароше, и построили дом в Вароше Мирковой. Сегодня эта улица носит название улицы Балшича.
Примеру братьев Златичанин вскоре последовали и многие другие христиане Старой Вароши. Строительство нового городка официально началось в 1886 году в районе, который был известен под названием "Ливада", что означает „луга“.
Район Нова Варош построен по проекту инженера Вармана по западноевропейскому архитектурному образцу. Широкие улицы нового города пересекались под углом 90 градусов, образуя большую прямоугольную площадь, а каждый дом имел свой двор и сад. В северной части центральной площади был установлен пирамидальный каменный памятник с обелиском, посвященный воеводе Мирко и всем борцам за свободу Черногории. Памятник, ставший символом района, был снесен после собрания Народной скупштины в Подгорице в 1918 году, так как по решению собрания законный парламент Черногории был распущен, низложена правящая династия Петровичей-Негошей, а сама Черногория лишена государственности и присоединена к Сербии. 
Спустя несколько десятилетий слияние Мирковой Вароши и Старой Вароши сделало город культурно разнообразным и способствовало объединению Востока и Запада на небольшом пространстве. 
В то время король с семьей проживали за пределами Мирковой Вароши в районе Крушной Главицы (сейчас дворец Петровича в Крушевце).
В Новой Вароше были кинотеатры, гостиницы, театр, стадион, ремесленные мастерские, начальная школа, торговая академия, женская ремесленная школа, больница,лаборатория.
Название Миркова Варош не было официально узаконено и сохранилось только в народной памяти.
В настоящее время Нова Варош соответствует традиционному центру Подгорицы. Он ограничен бульваром Ивана Црноевича на севере, бульваром Святого Петра Цетинского на юге, бульваром Станка Драгоевича на западе и рекой Рибница на востоке. Это административный, а также социально-культурный центр города.
В этой части города расположены парламент Черногории, Центральный банк Черногории,Черногорский национальный театр, Городской музей.
Здесь также находится большинство кафе, ночных клубов и магазинов Подгорицы. Улицы Герцеговачка и Слободе, а также главные парки и набережные города, полностью находятся в Мирковой Вароши. Площадь Независимости, традиционно считающаяся сердцем Подгорицы, также расположена в самом центре этого района.
Архитектурно Нова Варош представляет собой смесь типичного черногорского жилья межвоенного периода и высотных зданий социалистической Югославии, которые заполняли пустыри, оставшиеся после разрушений во время Второй мировой войны.
В центр города в последние годы были вложены значительные средства, чтобы сделать его более презентабельным и соответствующим уровню столицы европейского государства.

## Преко Мораче

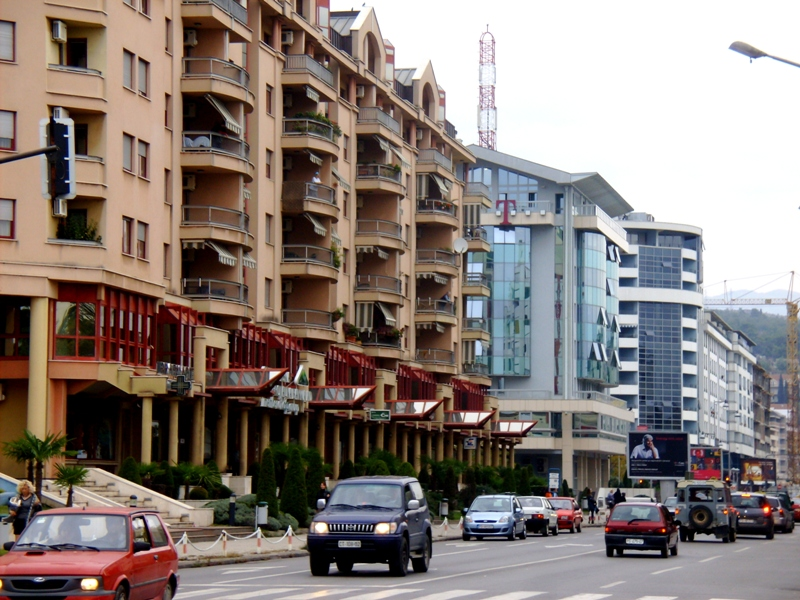
Московская улица

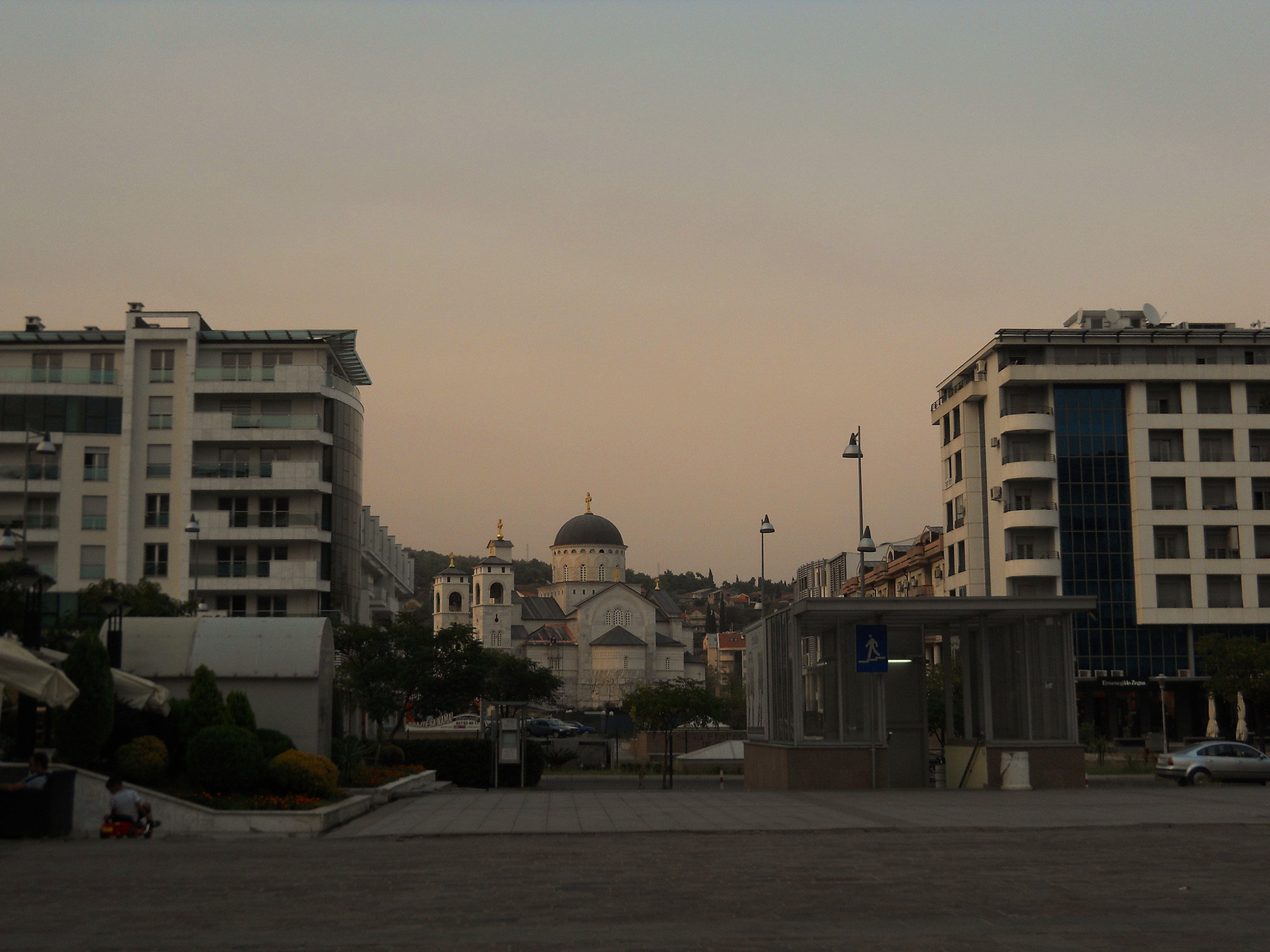
Собор Воскресения Христова

Название района «Преко Мораче» дословно переводится как «За рекой Морача», что означает его расположение на другом берегу реки относительно центра города.
Большая часть квартала была построена сразу после Второй мировой войны и в основном включает в себя жилые здания, типичные для бывшей Югославии после Второй мировой войны (5-6-этажные широкие здания с несколькими входами и несколько зданий до 10 этажей с одним входом).
Первоначально в районе «Преко Мораче» жили семьи военнослужащих Югославской Народной Армии (ЮНА) и других государственных чиновников, но в последние годы ситуация изменилась, поскольку многие первоначальные владельцы продали свои квартиры.
С самого начала строительства район приобрел репутацию благоприятного места для жизни, пользующегося спросом благодаря своему сравнительно хорошо выполненному урбанистическому плану с широкими улицами и обширными зелеными насаждениями.
Несмотря на то, что жилые дома не отличаются оригинальностью и простотой конструкции, они построены надежно и потому долговечны.
Бульвар Святого Петра Цетинского в этой части города является излюбленным местом прогулок жителей Подгорицы, на нем расположено множество кафе и ресторанов.
В этой части города также находятся различные министерства и правительственные ведомства, а также спортивный центр Морача.

## Крушевац и район Вектры
Район «Крушевац» является продолжением квартала «Преко Мораче». Он простирается к юго-западу от бульвара Революции. Здесь сосредоточены Клинический центр Черногории, здание Радио и Телевидения Черногории, Агентство Национальной Безопасности Черногории и парк Крушевац (также известный как парк Петровича) - возможно, самый красивый и просторный общественный парк в Подгорице.
Район Вектра получил свое название в честь компании, которая построила первое здание в этой части «Преко Мораче». Район расположен вокруг Римской площади (в просторечии известной как площадь Вектры). Он ограничен бульваром Святого Петра Цетинского на севере, Московской улицей на востоке, бульваром Революции на юге и бульваром Джорджа Вашингтона на западе.
Здесь находятся штаб-квартиры черногорских операторов связи, многочисленные банки, две роскошные гостиницы и огромное количество эксклюзивных кафе, ресторанов и бутиков.
Площадь Св. Петра Цетинского и бульвар Цетинский Путь тянутся к западу от района, именно здесь находятся крупные торговые центры Altas Capital Centre и Big Fashion (Delta City). Этот район иногда называют центром Новой Подгорицы, и он может похвастаться одними из самых высоких цен на недвижимость в Подгорице.

## Блок 5, Блок 6 и Блок 9

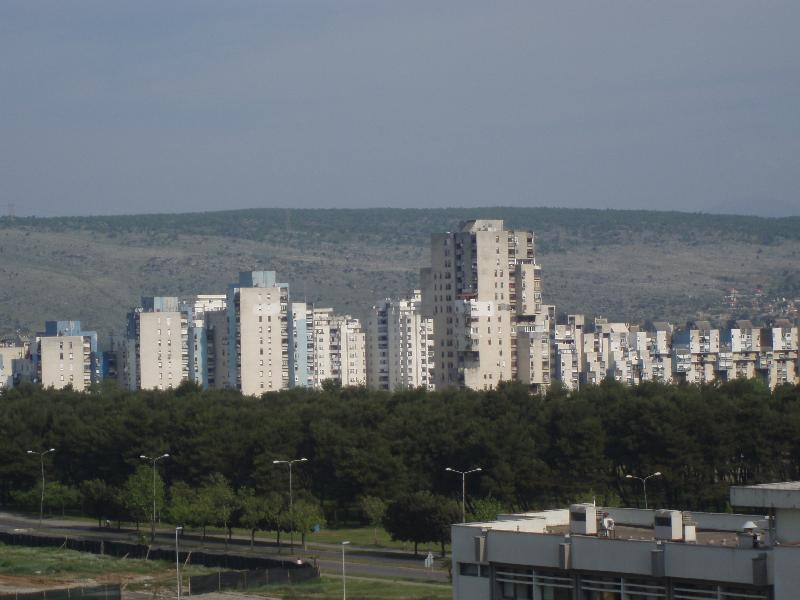
Жилые дома в Блоках 5 и 6

Жилые кварталы 5, 6 и 9 - единственные кварталы, которые сохранили обозначение Блока в качестве своего общего названия, в отличие от других более новых частей города, получивших другие названия.
Блоки 5, 6 и 9 ограничены бульваром Св. Петра Цетинского на юге, бульваром Джорджа Вашингтона на востоке, Далматинской улицей на севере и соприкасаются с районом Толоши на западе.
Блок 5 является типичным примером градостроительной политики периода конца 1970-х – начала 1980-х годов.
Застройка района началась в 1977 году по градостроительному плану Вукота Тупа Вуковича и проекту 36-летнего архитектора Милета Бойовича.
Блок 5 состоял из 13 домов,рассчитанных на 1800 квартир - восьми многоквартирных зданий и пяти жилых высоток высотой до 16 этажей. Эти пять небоскребов стали символом района. 
После строительства Блок 5 располагал широкими улицами и проспектами, достаточным количеством парковочных мест, пешеходными зонами, множеством игровых площадок, одной начальной школой и двумя детскими садами, поликлиникой, супермаркетами, спортивными площадками и большим количеством зелени.
Строительство Блоков 6 и 9 началось в 1980-х годах. Они также состоят из многоэтажных жилых домов.  Многие считают кварталы наиболее подходящими для семейного отдыха частями города, поскольку в них есть обширные пешеходные зоны, множество игровых площадок, спортивных площадок и зелени, школы, детские сады, поликлиники и супермаркеты. Они также включают широкие улицы и относительно достаточное количество парковочных мест.

## Толоши
Толоши - это самая западная часть Подгорицы, являющаяся продолжением Блоков 5 и 6.
Представляет собой малоэтажный жилой микрорайон, в основном расположен между улицами Далматинской и Ской.
До начала своего развития это был физически обособленный пригород Подгорицы с преимущественно сельскими особенностями. Отсутствие городского планирования привело к проблемам с инфраструктурой - в Толоши и сейчас сложно найти улицу с тротуарами или дренажной системой.

## Момишичи

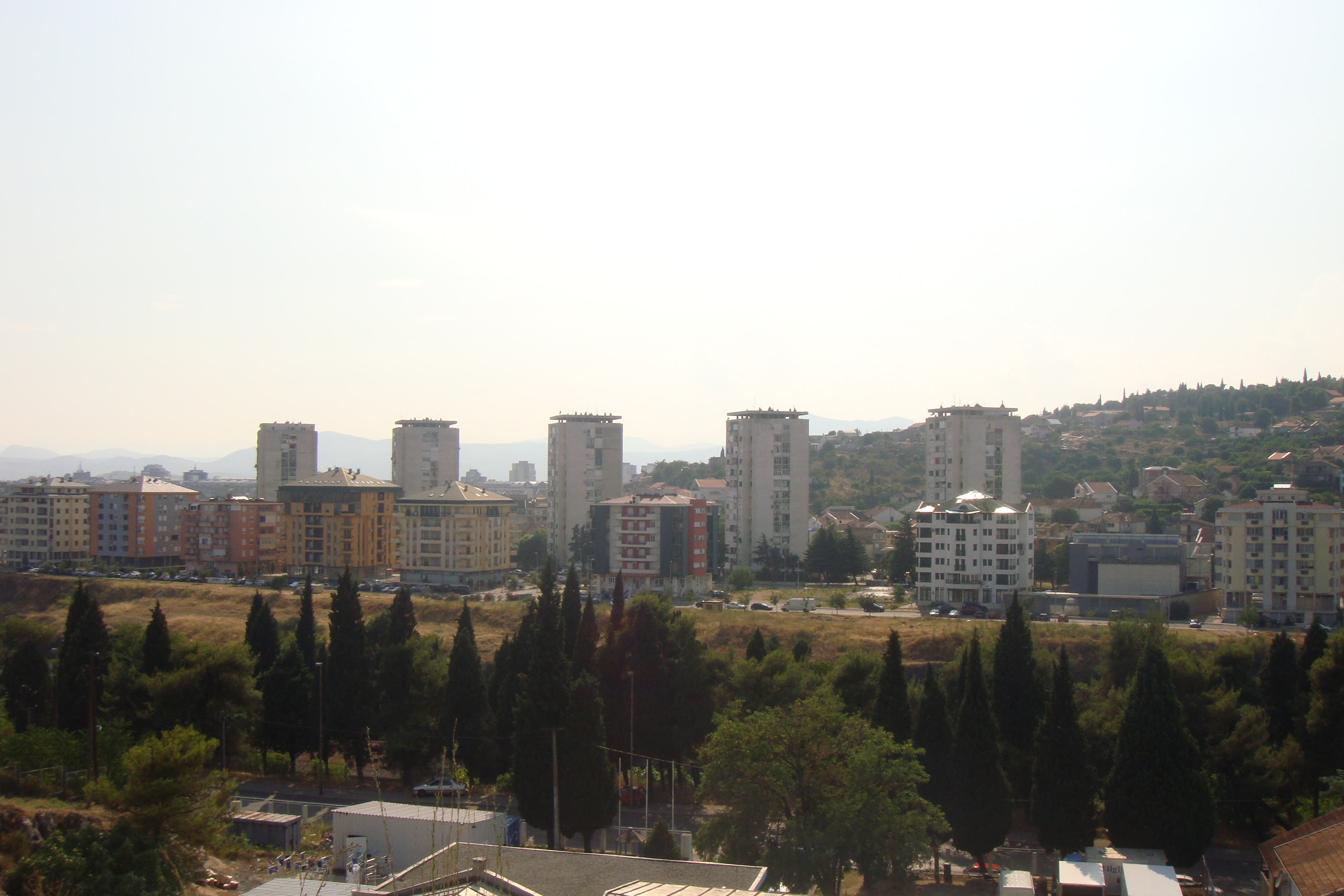
Момишичи

Район Момишичи огибает подножие холма Мало Брдо, а также поднимается вверх по его юго-восточным склонам. Он состоит в основном из невысоких частных семейных домов, за исключением его южной оконечности, где находятся здания экономического и юридического факультетов Университета Черногории, суд первой инстанции Подгорицы и различные жилые многоэтажки.

## Горня Горица и Донья Горица
Горня Горица и Донья Горица названы в честь разделяющего их холма. В Подгорице есть два холма под названием Горица: один с видом на самый центр города (Центральная Горица), а другой находится на юго-восточной окраине города (Восточная Горица).
Горня Горица («Верхняя Горица») - это район, расположенный к северу от Цетинского шоссе и к востоку от холма Восточная Горица. Это жилой район, который заполнен коммерческими объектами.
Донья Горица («Нижняя Горица») - это район, который тянется вдоль дороги по направлению к Цетине, к югу от холма Восточная Горица. Его можно считать пригородом, поскольку он физически отделен от остальной части города. Донья Горица состоит в основном из малоэтажных жилых домов, за исключением участка у шоссе, где есть несколько магазинов и складов. В этом районе есть также несколько мест со следами старых церквей,современная начальная школа Владо Милич и университет Донья Горица.
Как и в случае с Толоши, жилая часть этих кварталов развивалась спонтанно и неформально, в результате чего между частными домами образовывались извилистые узкие улочки.

## Центральная Горица
Горица - элитный городской район, расположенный на юго-восточных склонах холма Центральная Горица и являющийся продолжением центра города. Тихий зеленый район, где в основном расположены виллы и частные дома. Известен как место проживания большинства политиков, дипломатов и черногорских предпринимателей. В этом районе также расположен городской стадион Подгорицы - Под Горицом.

## Загорич
Загорич - это часть города, простирающаяся к северу от Визирова моста и холма Центральная Горица. Его название происходит от выражения «Иза Горице» («За Горицей»). Западная и северная граница поселения представлена рекой Морача, справа от которой перед устьем Зеты находятся античные руины города Дукля.
Первые деревни на этом месте возникли в конце XIX века. В период между двумя мировыми войнами деревенские поселения насчитывали около сорока домов с населением около 200 человек. После окончания Второй мировой войны местность получила административное название - Загорич, и стала расширяться территориально, медленно утрачивая  свой первоначально сельский характер. С 1971 года. это поселение официально становится частью города Подгорица. Согласно последней переписи, Загорич насчитывает около 16 000 жителей.
Это район с невысокой жилой застройкой.

## Златица и Маслине

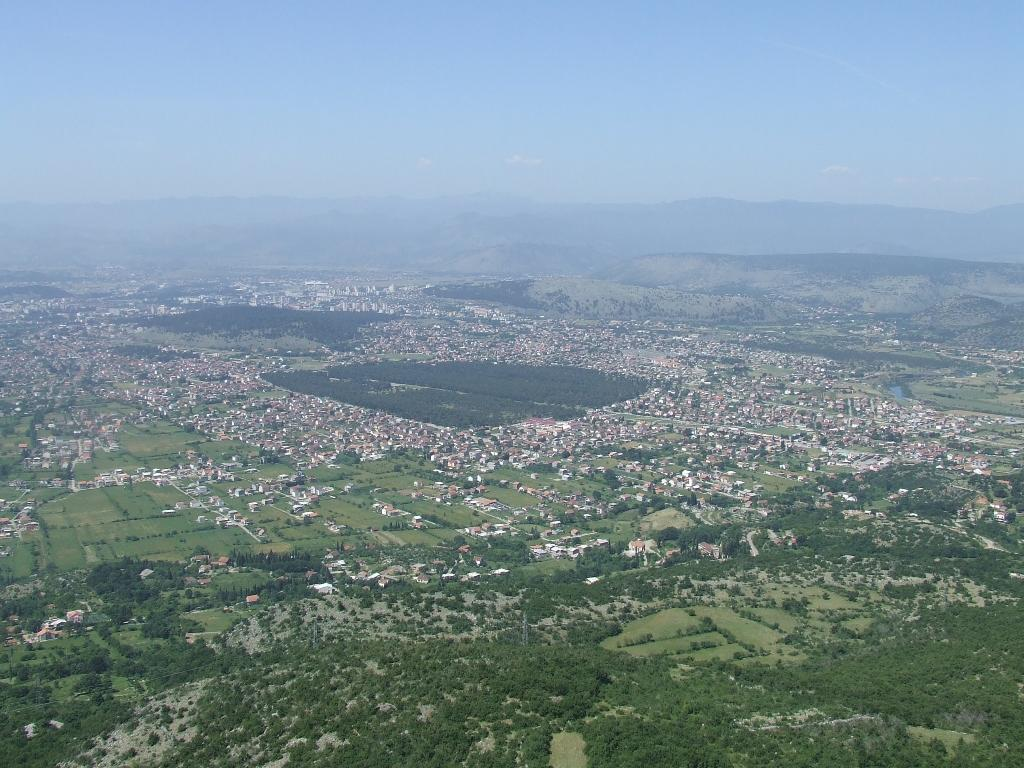
Вид на районы Маслине и Златица

Златица и Маслине - жилые районы на северо-востоке Подгорицы. Златица тянется вдоль автомагистрали в сторону Колашина, а район Маслине расположен к югу от Златицы и к северу от реки Рибница у подножия холма Какаричка гора. Все характеристики по поводу отсутствия городского планирования, относящиеся к Толоши, можно применить к Златице и Маслине.
Название квартала Златица происходит от одноименного монастыря Златица. Златица граничит с поселениями: Муртовина, Маслине и Загорич. Местные жители делят свой район на Старую Златицу и Златицу.
В Златице, помимо одноименного монастыря, есть несколько интересных мест:
- Лесной парк Златица с полями для мини-футбола и других видов спорта.

- Пешеходный мост "Радуга".

- Местный футбольный клуб КОМ, за который в основном болеют местные жители из поселков Златица, Муртовина, Загорич и Маслине.

## Коник
Коник - жилой район в восточной части Подгорицы, почти полностью состоящий из невысоких домов. Он был основан в середине XX века.
Его наиболее отличительной особенностью является то, что он является домом для цыганского меньшинства Подгорицы и представляет собой неразвитую часть города, где у местного населения существуют серьезные социальные проблемы - безработица, употребление алкоголя и наркотиков.
Однако строительный бум в конце 2000-х пошел на пользу Конику, так как его близость к центру города сделала его привлекательным для развития.
Сегодня в Конике существуют две начальные школы с более чем 2000 учениками. В Конике находится единственная католическая церковь в Подгорице, построенная в 1967 году.  Римско-католическая церковь ежегодно организует несколько спортивных соревнований, театральных представлений и концертов.

## Врела Рибничка
Врела Рибница или Врела Рибничка является продолжением района Коник на юго-востоке. Самый восточный район Подгорицы является домом для большого количества цыган, а также беженцев и перемещенных лиц в результате югославских войн. В отличие от большинства других малоэтажных жилых кварталов Подгорицы, Врела Рибничка построена по строгой схеме. Однако инфраструктура района по-прежнему развита недостаточно. На его юго-восточной окраине есть лагерь беженцев, в основном заселенный перемещенными лицами из югославских войн, городские свалки и множество предприятий по переработке мусора.

## Стара Варош и Драч

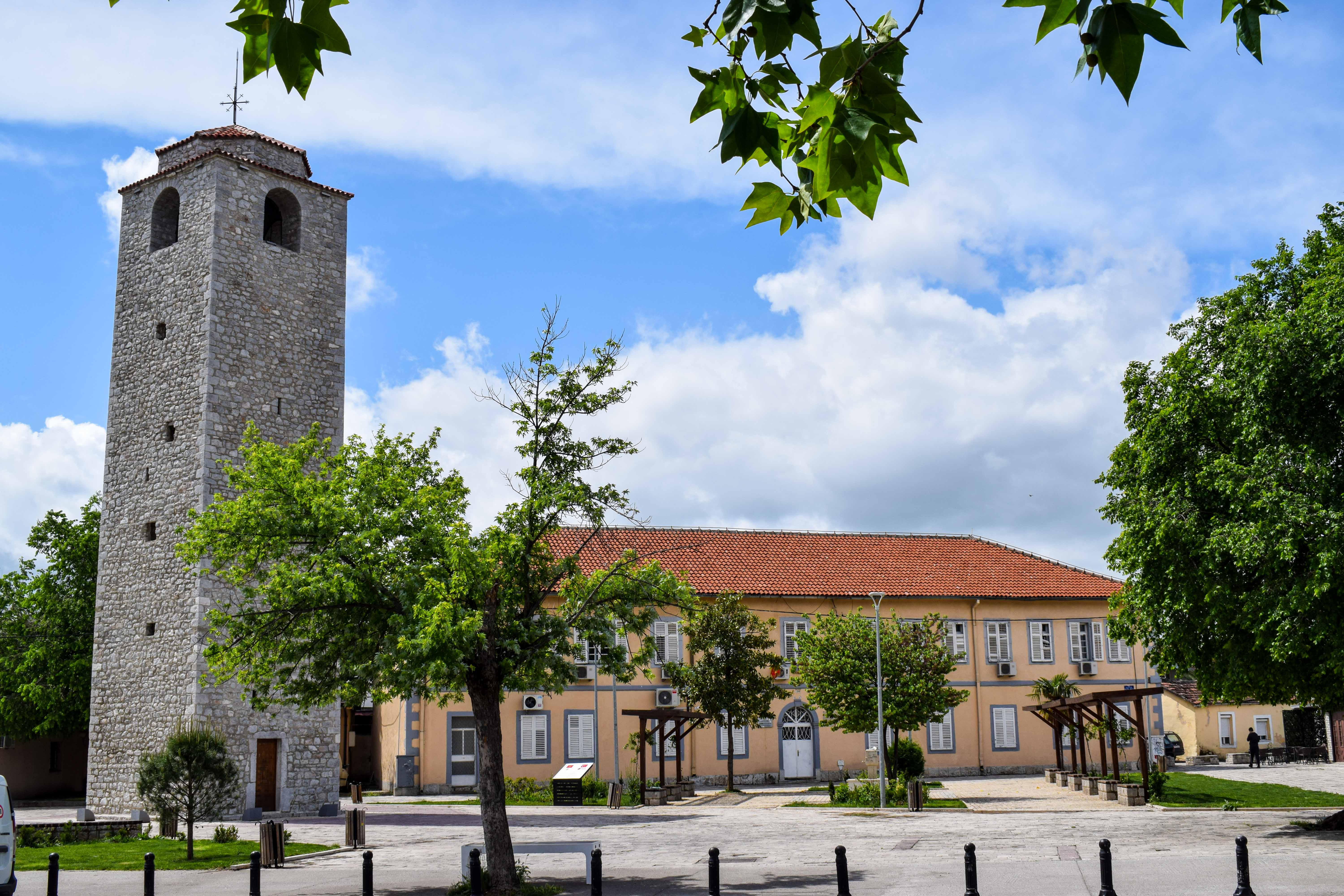
Стара Варош

Драч и Стара Варош («Старый город») - это части города, расположенные к юго-востоку от слияния рек Рибница и Морача. Границами района Стара Вароша являются реки Морача и Рыбница, улица Короля Николы и бульвар Црногорских Сердара. Драч ограничен железной дорогой Белград - Бар, улицей Октябрьской Революции, бульваром Пятой Пролетарской бригады и улицей Братства и Единства.
До Второй мировой войны они составляли один компактный квартал, но с тех пор были разделены на многоэтажные жилые дома, построенные во время социалистической Югославии. Эти районы являются историческим центром города и последними остатками османской архитектуры в Подгорице.
В Старой Вароши сохранились две османские мечети и турецкая часовая башня.
Оба квартала в основном жилые и включают узкие извилистые улочки, типичные для старого турецкого города. В отличие от сараевской Башчаршии и подобных примеров, османское наследие Подгорицы не сохранилось должным образом, а старые османские дома смешаны с более новыми постройками по всему району.
Таким образом туристический потенциал старого города Подгорицы уменьшился, а экономическая активность в этом районе резко упала с развитием новых районов. Из-за этого Драч и Стара Варош остаются заброшенными жилыми районами, несмотря на их центральное расположение и колоссальное историческое значение.

## Забьело

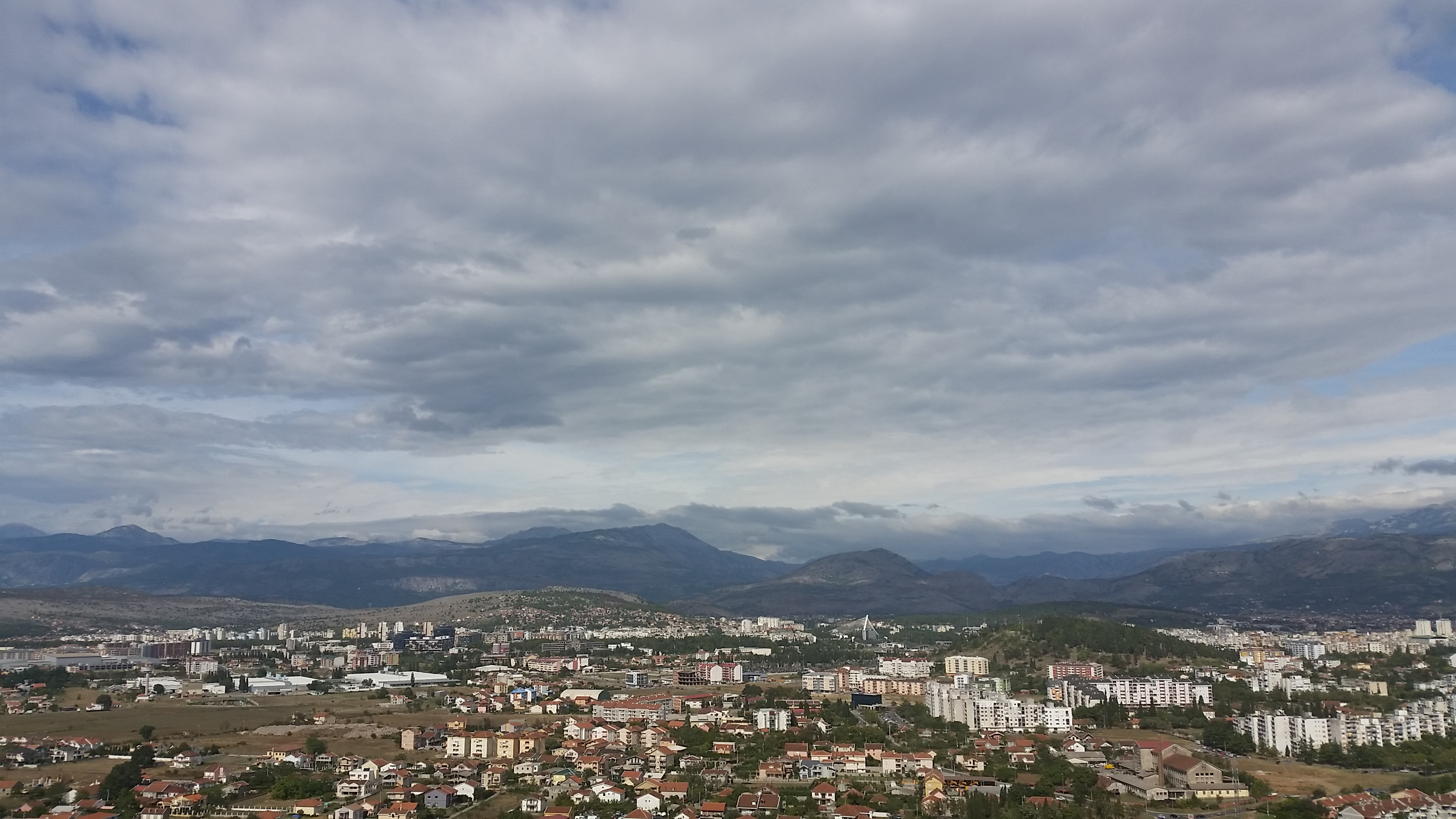
Панорама района Забьело

Забьело расположен к югу от холма Любович. Это самый южный и самый крупный по площади район Подгорицы, включающий в себя небольшие кварталы Побрежье и Зеленика.
Забьело известен своей характерной субкультурой - жители района славятся своим непринужденным образом жизни, сильной местной самобытностью и уважением к своему району, а также юмористическим критическим отношением к другим модным частям города. Забьело не имеет характерных достопримечательностей, а инфраструктура оставляет желать лучшего, но его больше всего любят жители.
Известная на местном уровне организация под названием «Республика Забьело» существует с 12 сентября 1991 года, и среди ее «требований» - отделение Забьело от Республики Черногория, что явилось провокационным ответом на распад бывшей Социалистической Федеративной Республики Югославия. Большинство людей из этой организации были связаны с первыми городскими инициативами в Подгорице, такими как радио Antena M и журнал Omladinski grafiti.
Изначально Забьело был пригородом для рабочих, но после 1990-х годов и строительного бума в Подгорице в нем наблюдалось сильное городское развитие. Сейчас здесь преобладают жилые дома для семей со средним достатком. Однако, в отличие от Блока 5 и Преко Мораче, в Забьело есть и жилые районы с невысокой застройкой. Точно так же - изменился местный уклад жизни, и из неблагополучного района он превратился в целом спокойную и беззаботную часть города.

## Старый Аэродром
Стари Аэродром («Старый аэропорт») - это район, расположенный между районом Коник, железной дорогой Белград - Бар и дорогой в сторону Тузи. Район расположен рядом со старым военным аэропортом «Чемовско Поле».
Это относительно новая часть города, а значит, полностью спланированная. «Старый Аэродром» состоит из смешанных многоэтажных домов и невысоких частных домов, имеет широкие улицы и развитую инфраструктуру. Сейчас здесь наблюдается строительный бум, так как здесь много пустых мест для застройки, кроме того, он относительно хорошо связан с центром города. С 2006 года построено много новых жилых домов и коммерческих предприятий, в том числе дилерские центры Audi и Volkswagen. Основные улицы Старого Аэродрома - бульвар Иосипа Броза Тито и бульвар Велько Влаховича.
На Старом Аэродроме есть тренировочные площадки нескольких известных футбольных клубов Подгорицы, в том числе ФК Будучност и ФК Подгорица
Также здесь расположена начальная школа "Павле Ровински" где часто проходятся различные спектакли, концерты, турниры по различным видам спорта, встречи по различным предметам.
В Старом Аэродроме находятся посольства Албании и Польши в Черногории, а также завод по розливу напитка кока-кола, принадлежащий Coca-Cola HBC.

## Тушки пут
«Тушки пут» - это район, расположенный к востоку от улицы 4 Июля и к югу от улицы Брачана Брачановича. Район вытянут в сторону города Тузи, отсюда и название «Тушки пут», что означает «Дорога Тузи». Это смешанный район коммерческой и жилой застройки, где находился самый большой открытый рынок в Подгорице. Рынок переехал в часть торгового центра Mall of Montenegro, однако неформальный рынок все еще существует. 
Жилой район состоит в основном из жилых домов, типичных для Югославии времен социализма и традиционно имеет имидж слаборазвитой и малообеспеченной части города. Рядом с торговым центром Mall of Montenegro также расположен небольшой район под названием Бастон.